# Штейфон, Борис Александрович
Бори́с Алекса́ндрович Ште́йфон (6 (18) декабря 1881, Харьков — 30 апреля 1945, Загреб) — полковник Генерального штаба, герой Первой мировой войны. Участник Белого движения на Юге России, генерал-лейтенант. В годы Второй мировой войны командовал Русским охранным корпусом на Балканах. Монархист-легитимист, участник антибольшевистского движения.

## Биография
Борис Штейфон родился 6 (18) декабря 1881 (по другим данным 18 (30) декабря 1881 года) в Харькове. Отец, Александр Константинович Штейфон, цеховой мастер, крещеный еврей, позже ставший купцом 3-й гильдии. Мать — дочь дьякона, русская. Общее образование получил в Харьковском реальном училище.
В 1902 году окончил Чугуевское пехотное юнкерское училище, откуда был выпущен подпоручиком в 124-й пехотный Воронежский полк. Участник русско-японской войны. Контужен. Награждён за храбрость орденом Св. Владимира 4-й ст. с мечами и бантом. Поручик (01.09.1905). Штабс-капитан (01.09.1909). В 1911 году окончил Императорскую Николаевскую военную академию по 1-му разряду. Капитан (07.05.1911). С ноября 1911 года — командир роты 6-го гренадерского Таврического полка. Старший адъютант штаба войск Семиреченской области (26.11.1913-04.01.1914). С 04.01.1914 обер-офицер для поручений при штабе 2-го Туркестанского армейского корпуса.

### Первая мировая война
Участник Первой мировой войны. Воевал на Кавказском фронте. В 1914 г. — капитан и. д. помощника начальника разведывательного отделения Управления генерал-квартирмейстера штаба Кавказской армии. В 1915 г. — подполковник на прежней должности в полевом штабе генерала Юденича. Принимал активное участие в подготовке штурма Эрзерума и в январе 1916 года участвовал в нём. Был пожалован Георгиевским оружием
За то, что будучи командирован для разведки группировки сил противника и его позиций, под действительным ружейным и артиллерийским огнём, произвёл 10-го января 1916 года детальный осмотр занятых турецкими войсками Деве-Бойненских позиций, а 29-го января добыл ценные сведения, легшие в основу соображений для атаки этих позиций, в ночь на 30-е января закончившейся удачным овладением в эту же ночь форта Долан-Гез, а затем и всеми фортами Деве-Бойну; в период штурма он неоднократно днём и ночью, по собственной инициативе, выезжал на позиции, подвергая свою жизнь явной опасности, доставлял ценные сведения о ходе нашего наступления, причем разведка его, 2-го февраля, дала возможность своевременно подготовиться к преследованию дрогнувшего, но ещё удерживавшегося на фортах врага.
С июля 1916 г. — штаб-офицер для поручений при штабе 1-го армейского корпуса. В январе 1917 он был назначен начальником штаба 161 пехотной дивизии, 14 августа того же года — и.д. начальника штаба 3-й Финляндской стрелковой дивизии. В 1917 г. был произведён в полковники.

### Гражданская война
После Октябрьской революции вернулся в Харьков, затем в декабре 1917 года вступил в Добровольческую армию. Участвовал в 1-м Кубанском походе, летом 1918 года приехал в Харьков, где организовал центр вербовки офицеров в Добровольческую армию. В сентябре покинул Харьков и в конце 1918 года вернулся в Екатеринодар. Сотрудничал с харьковским разведчиком А. М. Двигубским в деле организации Харьковского добровольческого центра. В Добровольческой армии с апреля 1919 года начальник штаба 3-й пехотной дивизии; с июля командир 13-го пехотного Белозерского полка; с сентября начальник 4-й пехотной дивизии; с ноября начальник штаба Полтавского отряда (Правобережная группа войск Киевской области) генерала Николая Бредова. Участник Бредовского похода и прорыва в Польшу в составе Русской Добровольческой армии генерала Бредова (начальник штаба отряда в январе—августе 1920 г.). Интернирован в Польше. Помог генералу Бредову добиться переброски войск через Румынию в Крым. Вернулся из Польши в Крым в Русскую армию генерала Врангеля в сентябре 1920 года. Произведён Врангелем в генерал-майоры (в январе 1920 г.; Штейфон узнал об этом в Константинополе в сентябре, будучи там проездом в Крым).

### Эмиграция
После эвакуации армии Врангеля из Крыма назначен генералом Кутеповым комендантом лагеря в Галлиполи. За заслуги и деятельность на посту коменданта в Галлиполи, Штейфон был произведён в генерал-лейтенанты. Занимал также должность начальника штаба 1-го армейского корпуса, с 25 апреля 1921 года. Из Галлиполи прибыл в Болгарию. В 1922 году был выслан правительством Стамболийского в Королевство сербов, хорватов и словенцев (С 1929 года — Югославия). Жил в Югославии. Активно участвовал в офицерском Союзе участников войны и был удалён генералом Врангелем из РОВСа, за попытку уйти из общего подчинения «легитимному Генеральному штабу». В конце 1920-х — начале 1930-х опубликовал ряд работ по истории военного искусства и занимался преподавательской деятельностью. Доктор военных наук, профессор. Видный монархист-легитимист, член Корпуса Императорских Армии и Флота (КИАФ).

### Вторая мировая война
В 1941 году после оккупации Югославии немецкими войсками Штейфон был приглашён генералом Скородумовым занять пост начальника штаба Русского охранного корпуса. После конфликта Скородумова с германским командованием и его ареста Штейфон принял командование корпусом. Под его командованием корпус боролся с югославскими партизанами Тито, а затем и с регулярными частями Красной армии после её вступления в конце 1944 г. на Балканы. Штейфон требовал от германского командования переброски на Восточный фронт, но ему было в этом отказано.
Будучи в Загребе, 29 апреля Штейфон сделал смотр частям Русского корпуса, затем был на всенощном бдении. Ночью с ним случился приступ болезни печени. Он скончался, будучи в гостинице «Эспланада» (там размещался штаб корпуса) в результате сердечного приступа 30 апреля 1945 года, в Вербное воскресенье. Похоронен в Любляне на немецком военном кладбище (блок VIII, 6-й ряд, 16-я могила). По другим данным — в городе Крань в Словении в 20 километрах к северо-западу от Любляны.
В статье председателя РОВС А. А. фон Лампе смерть генерала описывается следующим образом:

«…уже через значительный промежуток времени я узнал, что 30-го апреля, в своём штабе, он потребовал, чтобы ему перед сном сделали какое-то впрыскивание — лёг и… больше не проснулся!»— А. А. фон Лампе «Пути верных». Париж. 1960. С. 202.

## Награды
- Орден Святой Анны 4-й ст. (ВП 27.03.1905)
- Орден Святого Владимира 4-й ст. с мечами и бантом (ВП 8.01.1906)
- Орден Святого Станислава 3-й ст. с мечами и бантом (ВП 22.01.1906)
- Орден Святого Станислава 2-й ст. с мечами (ВП 7.01.1907)
- Орден Святой Анны 3-й ст. с мечами и бантом (ВП 30.03.1907)
- Высочайшее благоволение «за отлично-усердную службу и труды» (ВП 27.05.1915)
- Высочайшее благоволение «за боевые отличия» (ВП 18.04.1916)
- Георгиевское оружие (дополнение к ВП 15.05.1916)

## Память
В 1994 году в Москве у храма Всех Святых (м. «Сокол») был поставлен памятник, где Штейфон упоминался наряду с другими участниками Белого движения, в том числе воевавшими на стороне Германии. В ночь с 8 на 9 мая 2007 года он был разрушен.
В 2010 году в харьковском храме св. Александра (УПЦ МП) с благословения митрополита Харьковского и Богодуховского Никодима был установлен киот чинам Дроздовской дивизии, участникам харьковского подпольного центра полковника Б. А. Штейфона.
В Российском государственном военном архиве хранится досье Штейфона, составленное на него в гестапо (РГВА. Ф. 1358k, Оп. 2, Д. 585).

## Сочинения
- Бредовский поход. (Белое Дело. Под ред. А. А. фон Лампе. Т. III. — Берлин: Медный Всадник, 1927. С. 91—139).
- Кризис добровольчества. — Белград, 1928. — 131с.
- Национальная военная доктрина. Профессор генерал А. К. Баиов и его творчество. — Таллин, 1937

Статьи:
- Штурм Эрзерума // Военный сб. Кн. X. 1929. С. 49—66;
- Русско-японская война (к 25-летию) // Там же. Кн. XI. 1930. С. 217—227;
- Военный рационализм// Вестник военных знаний. Под ред. полковника Генштаба Шмиглевского. 1929. № 1. Сараево;
- Вооруженный народ // Там же. 1930. № 7;
- Оперативное искусство гражданской войны // Там же. 1931. № 4;
- Скобелев // Там же. 1932. № 3;

и прочие.